# ديفيد ستوري
ديفيد ستوري (بالإنجليزية: David Storey)‏ هو سياسي أسترالي، ولد في 18 أغسطس 1856، وتوفي في 27 يوليو 1924. حزبياً، نشط في حزب التجارة الحرة. وقد انتخب عضو الجمعية التشريعية نيو ساوث ويلز وانتخب عضو المجلس التشريعي نيو ساوث ويلز.